# Goltzius and the Pelican Company
Goltzius and the Pelican Company – chorwacko-francusko-holendersko-brytyjski dramat biograficzny z 2012 roku, scenariusz i reżyseria koprodukcji Peter Greenaway. Drugi film po Straż nocna (2007) z zaplanowanej trylogii pt.: "Holenderscy mistrzowie".

## Fabuła
Jest to druga część trylogii "Holenderscy mistrzowie". Historia opowiada o XVI-wiecznym malarzu, rysowniku i ilustratorze, Hendriku Goltziusie, który próbuje przekonać margrabię Alzacji do sfinansowania drukarni, w której miałby możliwość wydania erotycznej, obrazkowej wersji Starego Testamentu. Artysta tworzy naturalistyczne inscenizacje, które ilustrują pełne erotyki biblijne przypowieści: od Adama i Ewy i narodzin seksu analnego przez perwersje seksualne, kazirodztwo po homoseksualizm. Wraz z kolejnymi występami otwarty i szczycący się wolnością słowa dwór margrabiego staje się coraz mniej tolerancyjny, szczególnie gdy okazuje się, że władcę olśniła uroda jednej z zamężnych aktorek. Wolności słowa jest coraz mniej, a dyskusje nad znaczeniem poszczególnych spektakli stają się coraz gorętsze, z wolnej wymiany myśli przekształcają się w proces inkwizycyjny. Skomplikowanym relacjom między aktorami, dworzanami i władcą towarzyszą wątki edukacyjne - poznajemy słynne obrazy na tematy biblijne i ich interpretację. To biografia daleka od politycznej poprawności.

## Obsada
- Ramsey Nasr(inne języki) jako Hendrik Goltzius
- F. Murray Abraham jako margrabia Alzacji
- Halina Reijn(inne języki) jako Portia
- Lars Eidinger jako Quadfrey
- Anne Louise Hassing(inne języki) jako Susannah
- Flavio Parenti(inne języki) jako Eduard Hansa
- Giulio Berruti jako Thomas Boethius
- Maaike Neuville(inne języki) jako Isadora